# Philippe Charbonneaux
Philippe Charbonneaux (18 de febrero de 1917- 4 de junio de 1998) fue un diseñador industrial francés, conocido por sus trabajos con automóviles y camiones, pero también por otros productos como televisores. 

## Semblanza

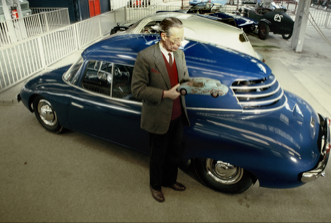
El Wimille (1948)

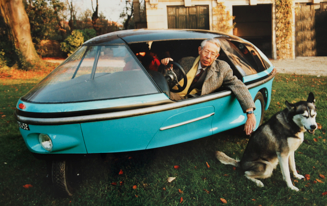
El Ellipsis 1

Charbonneaux se dio a conocer por sus diseños de aviones, y en 1946 se convirtió en el estilista de la marca Delahaye.
Después de estudiar con Jean-Pierre Wimille en 1948 el concepto de un gran turismo con motor central, se trasladó a Detroit para trabajar unos meses en el centro de estilo de la General Motors, donde participó en el proyecto del deportivo Chevrolet Corvette.
A su regreso, decepcionado por los métodos de trabajo estadounidenses, volvió a París y en 1951 presentó el Delahaye 235, un automóvil monocasco moderno.
Además del diseño del cepillo de limpieza con fibras de mopa "Nénette", muy popular en Francia y todavía en producción, en la oficina del número 50 de la rue Copernic de París (que compartía con Paul Bracq y Michel Vioche), proyectó desde autopistas a cepillos de dientes, pasando por carretillas elevadoras, electrodomésticos, juguetes, carcasas de ordenadores o televisores como el famoso Téléavia Panorámic III. En esta época también concibió numerosos automóviles, como el Citroën Traction Avant 15-Six del presidente de Francia René Coty, el Salmson 2300S Barquette, o un Citroën 2CV sport cupé.
Especializado en estudios de diseño automovilístico, ideó numerosos prototipos ingeniosos.
Diseñó distintos automóviles para Renault, Ford, Delahaye, Berliet, Bugatti, y otros fabricantes. Entre sus modelos más populares, figuran el Renault 8 en 1962; el Renault 16 en 1965 (que concibió junto con Gaston Juchet), un coche familiar innovador y Coche del Año 1965 en Europa; así como el Renault 21 en 1986.
El automóvil conceptual denominado Ellipsis, presentado justo dos años antes de su muerte, sigue manteniendo una apariencia moderna.
Su colección privada de aproximadamente 160 coches antiguos, incluyendo automóviles de competición y 40 motocicletas, donada al SCAR (Salón de Coleccionistas de Automóviles Antiguos en Reims) es la base del Museo del Automóvil de Reims Champagne, fundado en 1985.
Muchos de sus trabajos son ahora exhibidos en museos como el Centro Pompidou de París, o el Museo de Arte Moderno en Nueva York.